# Uwe Bredow
Uwe Bredow (Lipsia, 22 agosto 1961) è un ex calciatore tedesco.

## Carriera

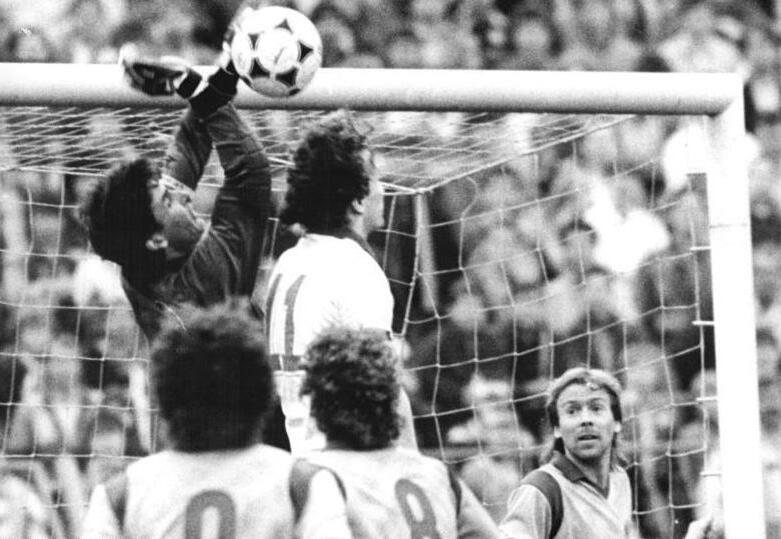
Uwe Bredow, nella parte inferiore dell'immagine

Inizia la sua carriera professionistica nel Lokomotive Lipsia, la squadra della sua città, dove gioca per tredici anni vincendo tre FDGB Pokal e raggiungendo la finale di Coppa delle Coppe 1986-1987, persa contro l'Ajax.
Termina la sua carriera da calciatore nel 1994, nella stessa squadra dove aveva iniziato a giocare nel 1981, dopo tredici anni.

## Palmarès
- Coppa della Germania Est: 3

Locomotive Lipsia: 1980-1981, 1985-1986, 1986-1987